# Treyarch

Treyarch, Inc — американська студія розробник відеоігор, дочірня компанія великого американського видавця та розробника Activision. Заснована у 1996 році. Створює ігри для ігрових приставок та персональних комп'ютерів. Першою продукцією компанії стала гра Nagano Hockey '98.

## Компанія
Treyarch, Inc., була заснована в 1996 Пітером Акеманном та Доном Лікенессом. Була придбана Activision, Inc. в 2001. У 2005 штат працівників іншої дочірньої компанії Activision — Gray Matter Interactive, був злитий з штатом співробітників Treyarch.
Заснована в 1996, Treyarch, студія належить Activision, є одним з найдосвідченіших розробників в області створення комп'ютерних ігор. За весь час існування студія випустила більше 20 ігор, багато з яких стали хітами. У 2004 році, після завершення роботи над грою Call of Duty: United Offensive відбулося злиття Treyarch і студії Gray Matter Interactive, яка працювала над Return to Castle Wolfenstein.
Останні ігри, які були розроблені Treyarch: Call of Duty: World at War, Quantum of Solace та Spiderman: Web of Shadows та Call of Duty: Black Ops. Після виходу Call of Duty: World at War студія була повністю сфокусована на розробці Call of Duty: Black Ops, ніякими іншими проектами студія більше не займалася.

## Списокпортованихігор
- Spider-Man (2000)
- Tony Hawk's Pro Skater
- Tony Hawk's Pro Skater 2

## Список розроблених ігор
- Nagano Hockey 1998 (1998)
- Die by the Sword (1998)
- Die by the Sword: Limb From Limb (1998)
- Triple Play 2000 (1999)
- Draconus: Cult of the Wyrm (2000)
- Max Steel (2000)
- Triple Play 2001 (2000)
- NHL 2K2 (2001)
- Triple Play Baseball (2001)
- Kelly Slater's Pro Surfer (2002)
- Minority Report: Everybody Runs (2002)
- Spider-man (2002)
- NHL 2K2 (2002)
- Spider-Man 2 (2004)
- Call of Duty: United Offensive (2004)
- Call of Duty 2: Big Red One (2005)
- Ultimate Spider-Man (2005)
- Call of Duty 3 (2006)
- Spider-Man 3 (2007) (тільки версії для Xbox 360, ПК і PS3)
- Spider-Man: Web of Shadows (2008)
- James Bond 007: Quantum of Solace (2008)
- Call of Duty: World at War (2008)
- Call of Duty: Black Ops (2010)
- Call of Duty: Black Ops II (2012)
- Call of Duty: Black Ops III (2015)
- Call of Duty: Black Ops 4 (2018)
- Call of Duty: Black Ops Cold War (2020)
- Call of Duty: Vanguard (2021)
- Call of Duty: Modern Warfare II (2022)
- Call of Duty: Warzone 2.0 (2022)
- Call of Duty: Modern Warfare III (2023)
- Call of Duty: Black Ops 6 (2024)

## Ексклюзивний договір з Microsoft
14 червня 2010 року було оголошено, що компанії Microsoft і Activision підписали договір, згідно з яким всі додатки, що випускаються для ігор серії Call of Duty і розробляються студією Treyarch, спочатку будуть виходити ексклюзивно для консолі Xbox 360, а тільки через якийсь час для інших платформ. Термін дії підписаного договору - 3 роки.